# Birkerød Bio
Birkerød Bio er en dansk biograf, der ligger på Hovedgaden i Birkerød. Biografen har to sale med hhv. 214 og 65 pladser. Den blev etableret i 1922 og ombygget 1947.